# D-I-V-O-R-C-E
D-I-V-O-R-C-E é o terceiro álbum de estúdio da cantora e compositora country estadunidense Tammy Wynette. Foi lançado em 1 de julho de 1968 pela Epic Records.

## Performance comercial
O álbum ficou em 1º lugar na parada country da Billboard, se tornando o primeiro álbum de Wynette a atingir o topo da tabela. O single do álbum, "D-I-V-O-R-C-E", foi lançado em 19 de abril de 1968 e atingiu a 1ª posição na parada de singles country da Billboard, quarta música de Wynette a chegar ao primeiro lugar.

## Lista de faixas
| Lado A |                                  |                             |                     |         |  |
| N.º    | Título                           | Compositor(es)              | Data de gravação    | Duração |  |
| 1.     | "Gentle on My Mind"              | John Hartford               | 22 de março de 1968 | 3:12    |  |
| 2.     | "Honey (I Miss You)"             |                             | 22 de março de 1968 | 3:10    |  |
| 3.     | "The Legend of Bonnie and Clyde" | Merle Haggard, Bonnie Owens | 22 de março de 1968 | 2:02    |  |
| 4.     | "All Night Long"                 | Don Chapel                  | 22 de março de 1968 | 2:24    |  |
| 5.     | "Sweet Dreams"                   | Don Gibson                  | 25 de março de 1968 | 2:29    |  |

| Críticas profissionais | Críticas profissionais |
| Avaliações da crítica  | Avaliações da crítica  |
| Fonte                  | Avaliação              |
| ---------------------- | ---------------------- |
| Allmusic               | [ 4 ]                  |

| Lado B |                                     |                                          |                     |         |  |
| N.º    | Título                              | Compositor(es)                           | Data de gravação    | Duração |  |
| 1.     | "Yesterday"                         | Lennon–McCartney                         | 22 de março de 1968 | 1:58    |  |
| 2.     | "D-I-V-O-R-C-E"                     | Bobby Braddock, Curly Putman             | 22 de março de 1968 | 2:54    |  |
| 3.     | "Come On Home"                      | Jack Rhodes, George Richey               | 25 de março de 1968 | 2:37    |  |
| 4.     | "When There's a Fire in Your Heart" | Merle Kilgore, Sonny Williams            | 22 de março de 1968 | 2:39    |  |
| 5.     | "Kiss Away"                         | Billy Sherrill, Glenn Sutton             | 22 de março de 1968 | 2:25    |  |
| 6.     | "Lonely Street"                     | Carl Belew, Kenny Sowder, W.S. Stevenson | 25 de março de 1968 | 2:08    |  |

## Desempenho comercial

### Album
| Ano  | Paradas                    | Posição alcançada |
| ---- | -------------------------- | ----------------- |
| 1968 | Country Albums (Billboard) | 1                 |

### Singles
| Ano  | Single          | Paradas                     | Posição alcançada |
| ---- | --------------- | --------------------------- | ----------------- |
| 1968 | "D-I-V-O-R-C-E" | Country Singles (Billboard) | 1                 |